# Голос із мінарету
«Голос із мінарету» (англ. The Voice from the Minaret)  — американська мелодрама режисера Френка Ллойда 1923 року.

## У ролях
- Норма Толмадж — леді Адріанна Карлайл
- Юджин О'Браєн — Ендрю Фабіан
- Едвін Стівенс — лорд Леслі Карлайл
- Вінтер Голл — єпископ Еллсворт
- Карл Герард — секретар Баррі
- Клер Дю Брі — графиня Ла Фонтейн
- Лілліен Лоуренс — леді Гілберт
- Альберт Пріску — Сайлем